# Đorđe Gordić
Đorđe Gordić (in serbo Ђорђе Гордић?; Priboj, 5 novembre 2004) è un calciatore serbo, centrocampista del Debrecen in prestito dal Lommel.

## Carriera

### Club
Cresciuto nel settore giovanile del Mladost Lučani, ha esordito in prima squadra il 18 maggio 2021, in occasione dell'incontro di Superliga vinto 1-0 contro il Partizan.
Il 3 gennaio 2023 è stato acquistato dal Lommel, con cui ha firmato un contratto quinquennale.

### Nazionale
Ha rappresentato le nazionali giovanili serbe.

## Statistiche

### Presenze e reti nei club
Statistiche aggiornate al 4 gennaio 2023.
| Stagione              | Squadra               | Campionato            | Campionato | Campionato | Coppe nazionali | Coppe nazionali | Coppe nazionali | Coppe continentali | Coppe continentali | Coppe continentali | Altre coppe | Altre coppe | Altre coppe | Totale | Totale |
| Stagione              | Squadra               | Comp                  | Pres       | Reti       | Comp            | Pres            | Reti            | Comp               | Pres               | Reti               | Comp        | Pres        | Reti        | Pres   | Reti   |
| --------------------- | --------------------- | --------------------- | ---------- | ---------- | --------------- | --------------- | --------------- | ------------------ | ------------------ | ------------------ | ----------- | ----------- | ----------- | ------ | ------ |
| 2020-2021             | Mladost Lučani        | SL                    | 1          | 0          | CS              | -               | -               |                    | -                  | -                  |             | -           | -           | 1      | 0      |
| 2021-2022             | Mladost Lučani        | SL                    | 20+6       | 4+0        | CS              | 1               | 0               |                    | -                  | -                  |             | -           | -           | 27     | 4      |
| 2022-gen. 2023        | Mladost Lučani        | SL                    | 16         | 3          | CS              | 1               | 0               |                    | -                  | -                  |             | -           | -           | 17     | 3      |
| Totale Mladost Lučani | Totale Mladost Lučani | Totale Mladost Lučani | 37+6       | 7+0        |                 | 2               | 0               |                    | -                  | -                  |             | -           | -           | 45     | 7      |
| gen.-giu. 2023        | Lommel                | D2                    | 0          | 0          | CB              | -               | -               |                    | -                  | -                  |             | -           | -           | 0      | 0      |
| Totale carriera       | Totale carriera       | Totale carriera       | 43         | 7          |                 | 2               | 0               |                    | -                  | -                  |             | -           | -           | 45     | 7      |